# ルイス・カレーロ・ブランコ
ルイス・カレーロ・ブランコ（スペイン語: Luis Carrero Blanco, 1904年3月4日 – 1973年12月20日）は、スペインの軍人（海軍大佐）・政治家。長らくフランシスコ・フランコの腹心であり、1973年にはその後継者として首相に就任したが、わずか半年後にバスク祖国と自由（ETA）によって暗殺された。

## 生涯

### 軍人
1904年、カンタブリア県サントーニャに生まれた。1918年に海軍兵学校に入学し、卒業後の1924年から1926年にはスペイン・モロッコ戦争の中の紛争のひとつである第3次リーフ戦争に参加した。1929年にはマリア・デル・カルメン・ピチョット・イ・ビリャ (1909-1984)と結婚し、5人の子供を儲けた。1936年7月にはフランシスコ・フランコやエミリオ・モラの両将軍の軍事クーデターによってスペイン内戦が勃発し、カレーロ・ブランコはスペイン内戦中に遠戚であるフランコの腹心となった。1938年3月のパロス岬沖海戦でマヌエル・ビエルナが戦死すると、カレーロ・ブランコがビエルナの後任として前線の艦隊を指揮した。内戦後にフランコ独裁政権が誕生すると、その政権下で海軍兵学校の教官、海軍参謀本部長、海軍司令官などの要職を務めた。

### 政治家
1951年に第6次フランコ内閣で初入閣すると、1962年まで11年間は総理府官房長官を務め、1962年からはやはり11年間副首相を務めた。フランコは1965年頃にパーキンソン病を患って老いが目立ち始めていた。1973年6月8日には国家組織法に則り、フランコの後継者として首相に就任したが、既に69歳と高齢だった。就任演説ではバスク祖国と自由（ETA）との闘争を宣言した。

#### ETAによる暗殺計画

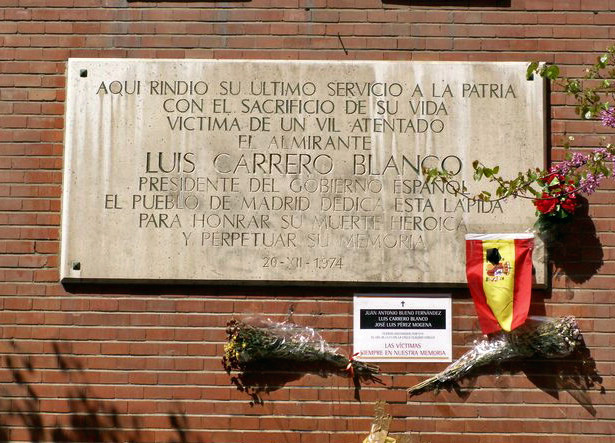
マドリードの暗殺場所に掲げられている記念額

これに対してETAのチキア（こぐま座）部隊は22歳から27歳までの6人のメンバーをマドリードに送り込み、当初はカレーロ・ブランコの誘拐を計画していたが、のちに暗殺計画に切り替えて作戦を練った。カレーロ・ブランコは毎日午前9時にイエズス会系のサン・フランシスコ教会でミサを授かっており、毎日同じ時間帯に同じ道順で教会に向かい、その際の警備はお粗末だった。
このことを把握したETAはクラウディオ・コエリョ通りに隣接した建物の地下室に目を付け、芸術家を装ったメンバーがアトリエに使用すると偽って地下室を貸借した。この地下室から通りの真下に向かって、直径50cm、長さ10m、深さ2mのトンネルを10日がかりで掘り、計75キロの爆薬を仕掛けた。ETAにとって標的や規模の点で当時最大の作戦であり、ETAはこの一連の暗殺計画をオグロ作戦と呼んだ。
当初は12月18日を決行予定日としていたが、この日にアメリカ合衆国のヘンリー・キッシンジャー国務長官が急遽スペインを訪問したため、在スペイン・アメリカ大使館に近いこの建物周辺には厳戒態勢が敷かれた。このため、予定を変更して2日後の12月20日に作戦を決行することになった。

#### 暗殺
首相就任から約半年後の1973年12月20日、カレーロ・ブランコはミサを授かってから午前9時20分頃に教会を出て帰路に就いた。伴走車1台とともにクラウディオ・コエリョ通りに差しかかかると、車道の下に仕掛けられた爆弾が爆発した。
公用車であるダッジ3700GTは爆弾の衝撃で空中に舞い上がると、高さ十数メートルの修道院の建物を飛び越えて修道院の2階の中庭に落ちた。カレーロ・ブランコは病院に運ばれたが、側近や運転手と同じく即死だった。クラウディオ・コエリョ通りには直径10m以上の穴が空いた。

## 死後

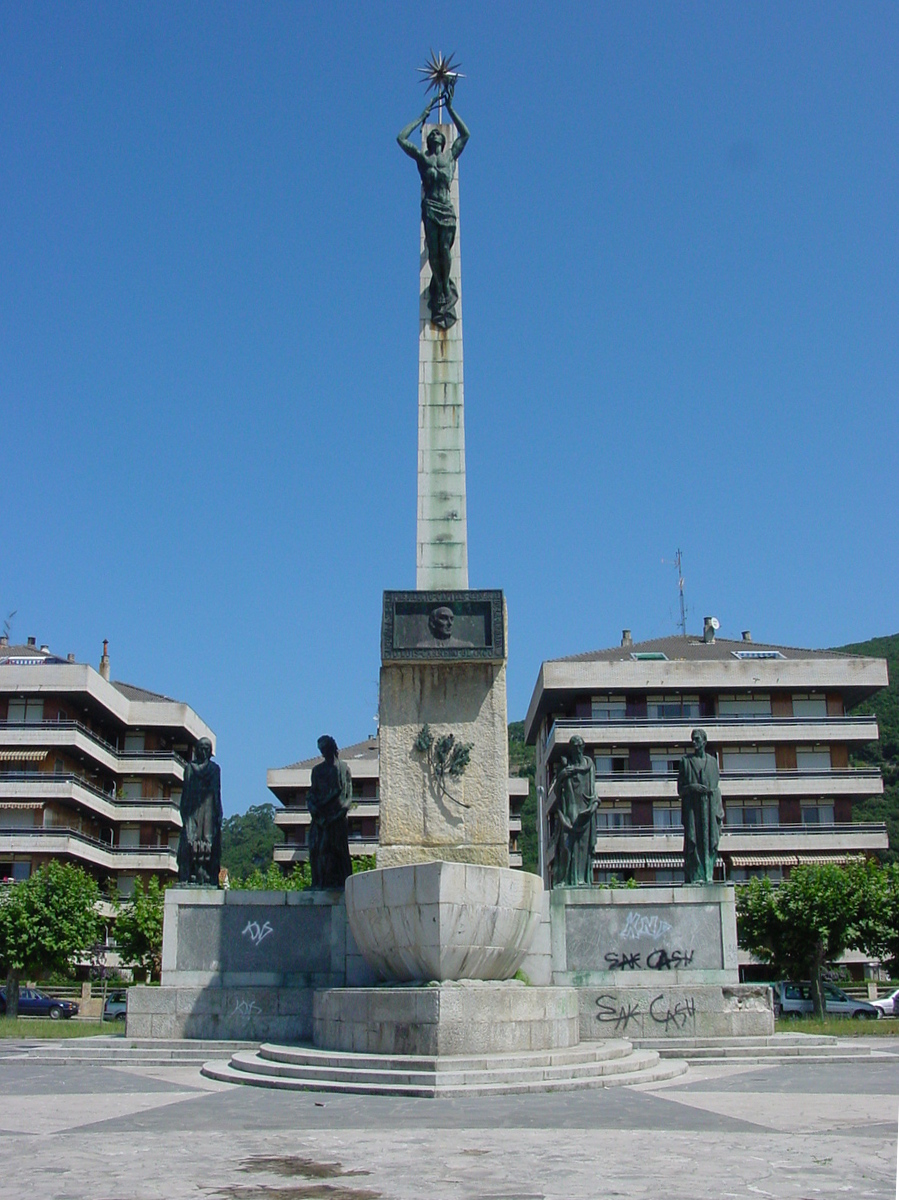
出身地のサントーニャにある記念碑

ETAは事件後すぐにフランス領バスクのバイヨンヌで犯行声明を出し、スペイン政府による弾圧を糾弾した。事件発生直後には原因不明の爆発によってカレーロ・ブランコが死亡したと報じられたが、発生から7時間後にはETAによる暗殺事件として報じられた。12月21日、フアン・カルロス王子によって国葬が行われた。
実行犯の6人はサラマンカやコインブラを通り、ポルトガル経由でフランス領バスクに逃れた。6人はのちに逮捕されて死刑の判決を受け、1974年9月に執行がされた。この死刑執行で、フランコ政権は国内外の反フランコ派のマスコミから非難を受けた。しかし、国内のほとんどのマスコミからは当然のことととして受け止められた。
しかし、カレーロ・ブランコの暗殺によってスペインの政治的混迷は一層深まり、独裁体制の崩壊につながった。12月20日からトルクアト・フェルナンデス＝ミランダが暫定的に首相を務め、12月31日にはカルロス・アリアス＝ナバーロが新首相に就任した。その後も、フランコが首相の座に戻ることはなかった。
翌1974年には、フランコが手術のために入院し、フアン・カルロス王子が臨時国家元首に就任したが、フランコ以外が国家元首となるのは同体制下では初めてのことだった。1975年11月にフランコが死去し、スペインは民主化への移行期を迎えた。

## 映画
1979年にはオグロ作戦を題材としたイタリア・スペイン合作映画『オグロ』が公開された。監督は共産主義者のジッロ・ポンテコルヴォであり、音楽はエンニオ・モリコーネ、主演はジャン・マリア・ヴォロンテだった。アガピト・ロモ（Agapito Romo）がカレーロ・ブランコ役を演じている。キャストにはイタリア人とスペイン人が混在し、イタリアではイタリア語版が、スペインではスペイン語版が公開された。日本では未公開である。なお、製作途中の1978年にはイタリアのアルド・モーロ元首相が左翼テロ組織「赤い旅団」に誘拐され殺害される事件が起きている。

## 関連文献
- Julen Agirre; Operation Ogro: The Execution of Admiral Luis Carrero Blanco; Quadrangle; ISBN 0-8129-0552-0
- Tusell, Javier: "Carrero, eminencia gris del régimen de Franco" (Carrero, éminence grise of Franco´s regime), Temas de Hoy, 1993, 478 págs., [32] págs. de lám.; 23 cm, Serie: Grandes temas; 18